# Cedronela kanárská
Cedronela kanárská (Cedronella canariensis) je vytrvalá aromatická rostlina z čeledi hluchavkovitých, jediný zástupce monotypického rodu cedronela.

## Rozšíření a ekologie
Pochází z Kanárských ostrovů a Madeiry, kde vyrůstá na polostinných světlinách a v lemech místních vavřínových lesů. Preferuje vlhčí, ale dobře odvodněné propustné půdy. Rozšířena byla i do mnoha dalších částí světa, mj. na Azorské ostrovy, do Jižní Afriky, do Kalifornie nebo do Austrálie a na Nový Zéland.

## Popis
Cedronela kanárská je stálezelená vytrvalá bylina nebo polokeř dorůstající výšky 1–2 metrů. Řapíkaté listy jsou složené ze tří lístků (poměrně neobvyklý rys v čeledi hluchavkovitých, které mají listy obvykle jednoduché) se zubatým okrajem. Oboupohlavné květy jsou nahloučeny na konci větviček v hustém a krátkém hroznovitém květenství a jejich pyskaté korunní trubky jsou růžové nebo bílé, až 2 cm dlouhé. Kvetou od dubna do července a opylovány jsou hmyzem. Květenství po odkvětu černá. Celá rostlina je výrazně aromatická, její vůně připomíná citrony, eukalyptus nebo též cedrové dřevo; po tomto stromu rostlina dostala i své jméno.
Ploidie druhu je 2n = 20.

## Využití
Díky vysokému obsahu vonných silic se rostlina využívá pro přípravu aromatických čajů („kanárský čaj“), nálev se inhaluje při ucpaných nosních dutinách, rýmě a nachlazení. Přidává se do osvěžujících koupelí, také do osvěžovačů vzduchu a potpourri. Šťáva z rozetřených listů působí jako repelent proti komárům. Sklízejí se listy, obvykle předtím, než rostlina nasadí na květ, užívají se sušené, nebo i čerstvé.
V mírných a teplých oblastech je cedronela pěstována jako okrasná rostlina, ve středoevropských podmínkách ale není otužilá, a nemůže tedy přezimovat venku. Lze ji pěstovat jako kbelíkovou či hrnkovou rostlinu, na zimu umístěnou například ve světlém chladném skleníku. Množí se semeny nebo řízky z měkkých nezdřevnatělých výhonků.

## Galerie

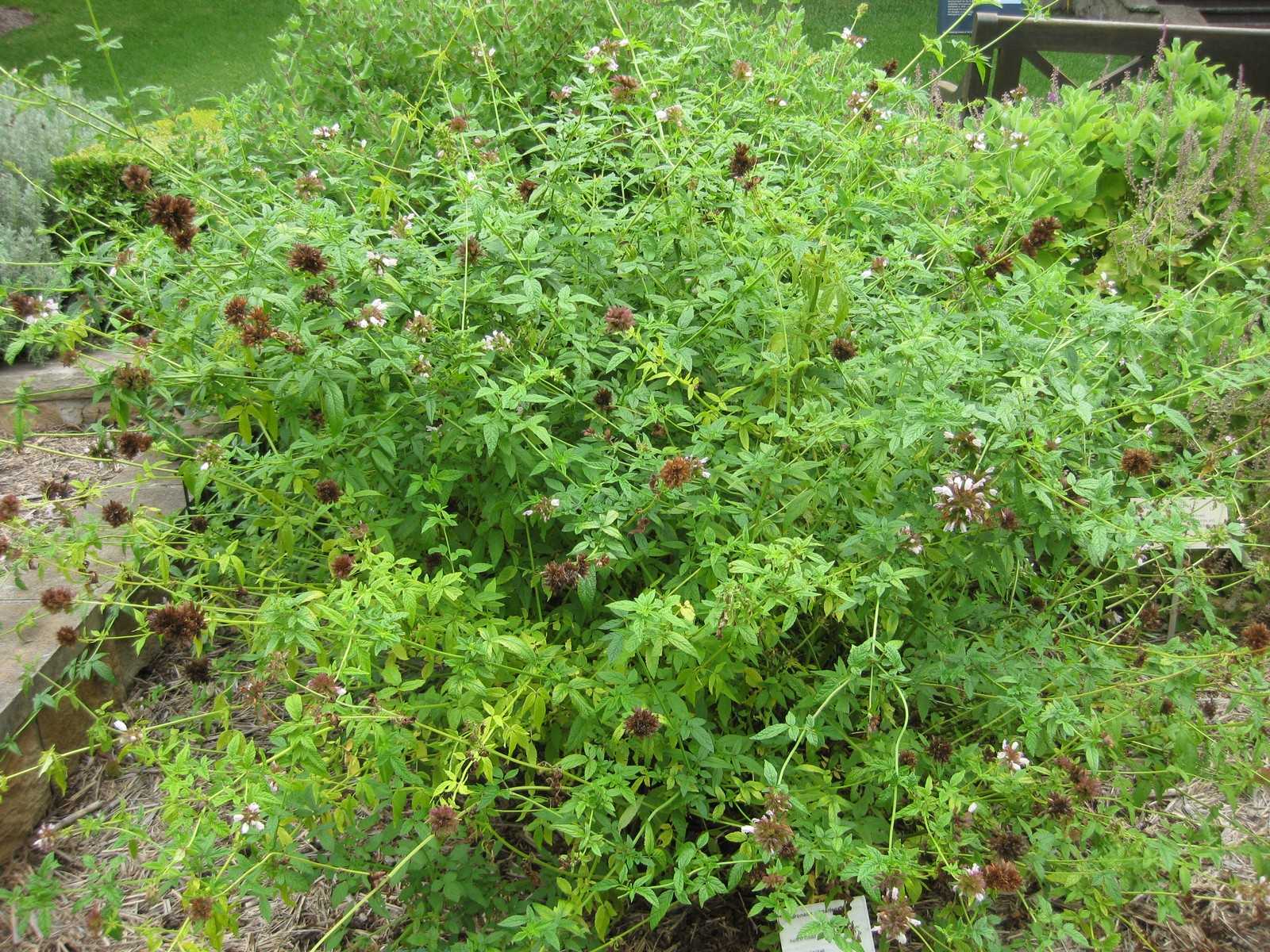
Celkový habitus
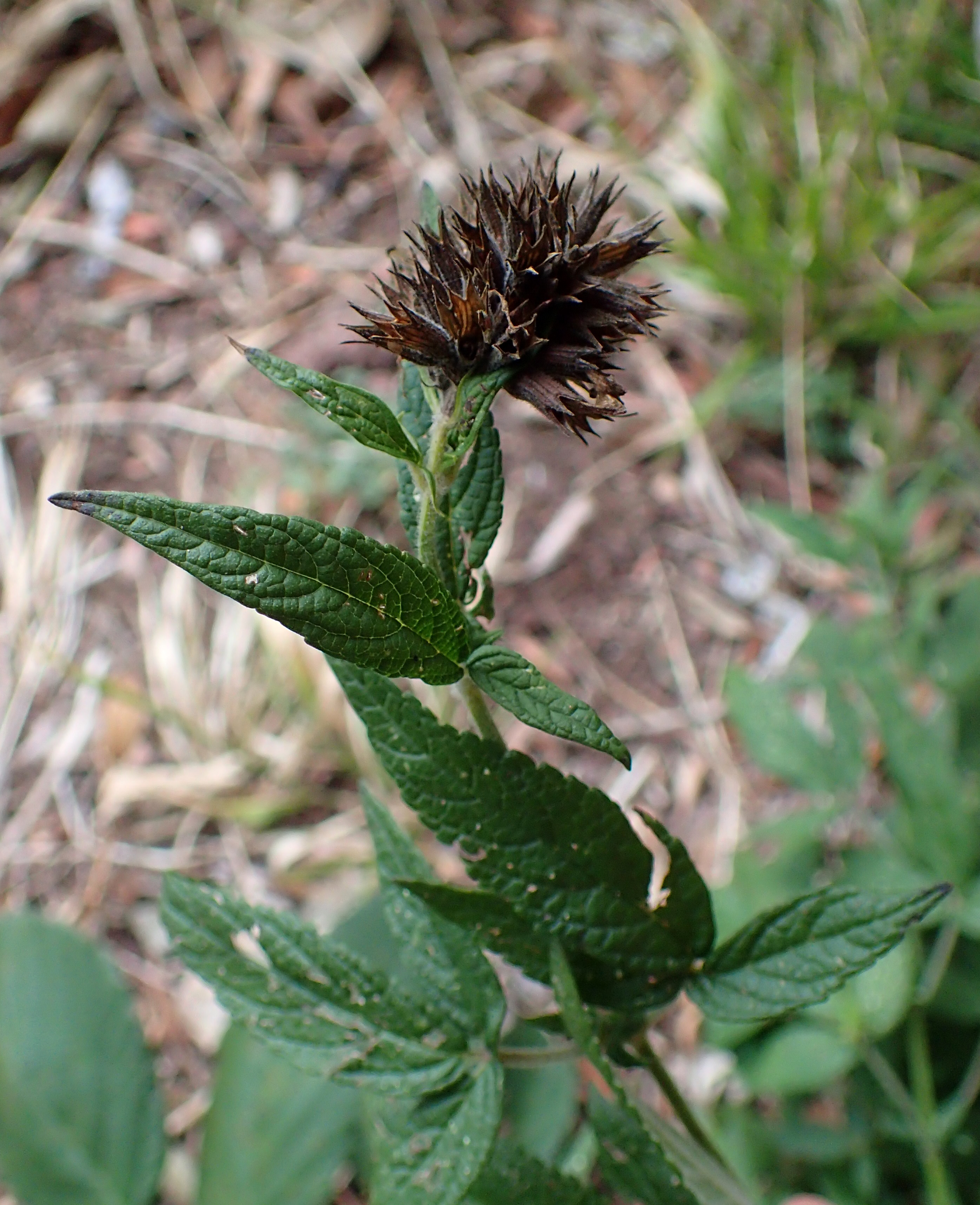
Odkvetlé květenství
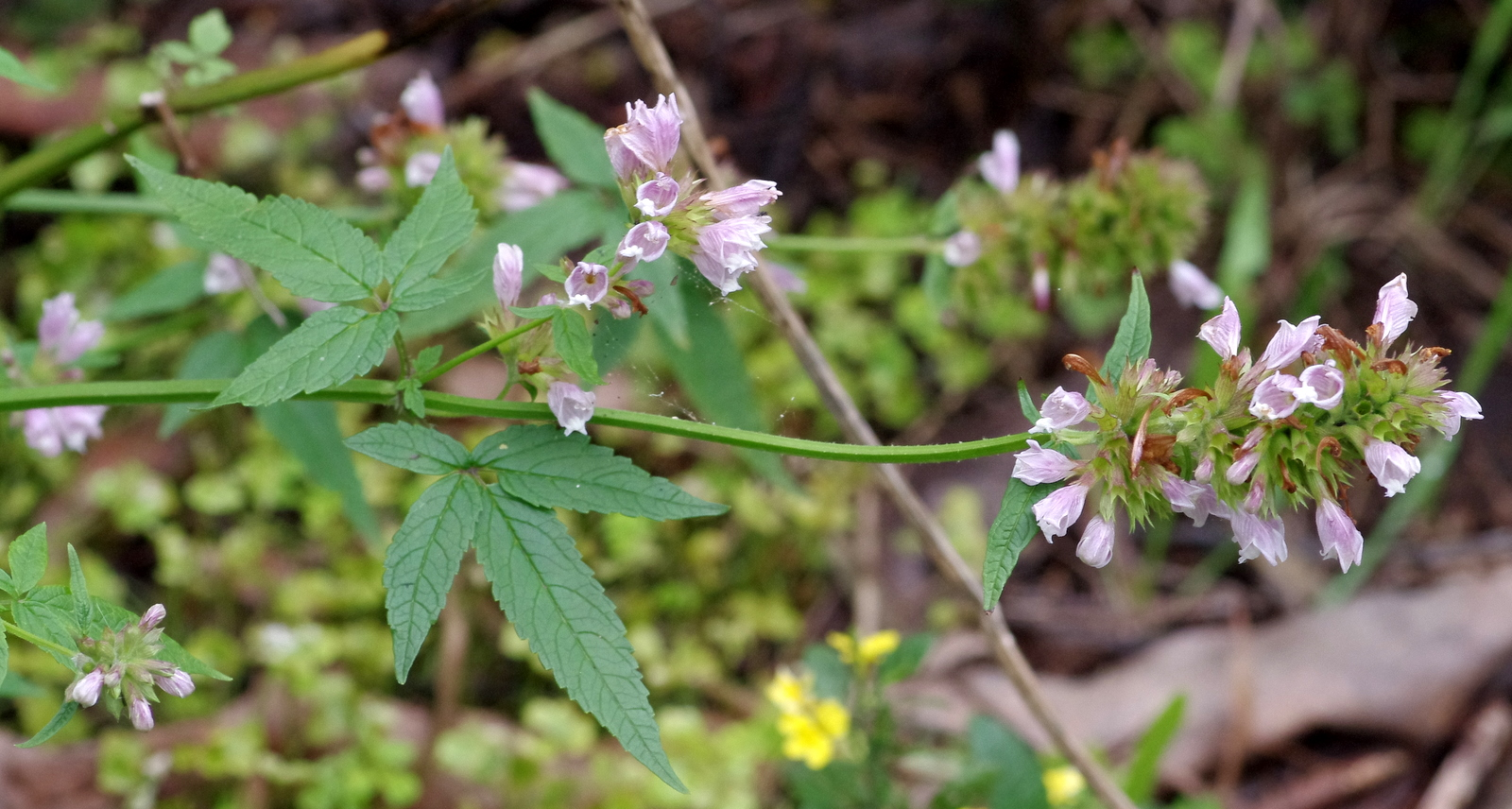
Rozkvetlá větévka